# わたしのにゃんこ
わたしのにゃんこは、1983年4月 - 5月に、NHK『みんなのうた』で放送された楽曲である。作詞・作曲：矢野顕子、編曲：坂本龍一、歌：矢野顕子とひばり児童合唱団。

## 概要
- 学校の帰り道に子猫を見つけて、ようこちゃんとしんじくんと共に子猫と仲良くなるも、後に子猫は失踪してしまったという楽曲。矢野初の『みんなのうた』出演作。
- 曲の途中では、かつて『みんなのうた』でも紹介された『待ちぼうけ』のイントロ部が使用されている。
- 『みんなのうた』で使用されたアニメ映像は、大橋歩が製作を担当した。
- 高野寛によってカバーもされており、高野のカバーアルバム「TOKIO COVERS」等で聴くことができる。
- BS-TBS「ねこ自慢」（2019年4月 - ）のオープニングとエンディングでも使用されている。
- 本曲再放送中の2023年3月28日、『みんなのうた』で本曲を含めて編曲を3曲担当した坂本龍一が逝去。当日の23時15分からラジオ第2で本曲が放送された。

## 収録
EP
- 「わたしのにゃんこ」（1983 徳間ジャパン）　ジャケットは番組の映像も手掛けた大橋歩が担当

CD
- 「愛が足りない」（1995 MIDI）
- 「NHKみんなのうた 55 アニバーサリー・ベスト~日々~ 」（2016 ポニーキャニオン）